# Gerangschikt stemmen
Gerangschikt stemmen of preferentieel stemmen zijn kiessystemen waarbij de rangschikking van kandidaten door kiezers wordt gebruikt om één of meerdere winnaars te kiezen. Formeel gezien is hierbij enkel de volgorde van kandidaten van belang. Het systeem houdt dus geen rekening met de intensiteit van de voorkeuren. De meest voorkomende typen zijn directe herstemming dat één winnaar oplevert en de enkelvoudige overdraagbare stem dat gebruikt wordt wanneer er meerdere winnaars worden geselecteerd. Hierbij worden lagere voorkeuren gebruikt als reservevoorkeuren en worden ze alleen toegepast wanneer alle hoger gerangschikte voorkeuren op een stembiljet zijn geëlimineerd.

Nummers
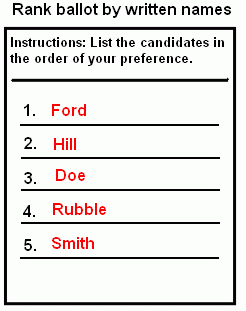
Namen
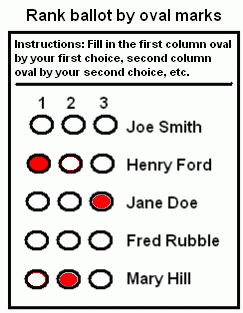
Ovalen

## Eén winnaar: directe herstemming
Het systeem van directe herstemming, ook bekend als alternative vote, wordt gebruikt in enkelvoudige kiesdistricten. Kiezers rangschikken de kandidaten in volgorde van voorkeur. Als een kandidaat meer dan 50% van de eerste voorkeurstemmen krijgt, wint deze direct. Heeft niemand een meerderheid, dan wordt de kandidaat met de minste stemmen geëlimineerd. De stemmen van kiezers die deze kandidaat als eerste keuze hadden, gaan naar hun volgende voorkeurskandidaat. Dit proces herhaalt zich tot één kandidaat een absolute meerderheid behaalt en als winnaar wordt gekozen.

## Meerdere winnaars: enkelvoudige overdraagbare stem
Het systeem van de enkelvoudige overdraagbare stem (single transferable vote) wordt gebruikt in meervoudige kiesdistricten en levert meerdere winnaars op. Kiezers rangschikken kandidaten op volgorde van voorkeur. Om gekozen te worden, moet een kandidaat een bepaalde drempel, het zogeheten 'quotum', behalen. Kandidaten die dit quotum overschrijden, winnen een zetel, en hun overtollige stemmen worden verdeeld over de volgende voorkeuren op die stembiljetten. Kandidaat met de minste stemmen wordt geëlimineerd, en hun stemmen worden ook herverdeeld op basis van voorkeuren. Dit gaat door tot alle zetels zijn gevuld.

## Geschiedenis van gerangschikt stemmen
De vroegste bekende voorstellen voor een rangschikkingssysteem kunnen worden herleid tot het werk van Ramon Llull aan het einde van de 13e eeuw. Een tweede golf van analyses begon toen Jean-Charles de Borda in 1781 een artikel publiceerde waarin hij pleitte voor de Borda-telling. Gedurende de 19e eeuw bleef de belangstelling voor rangschikkingsstemmen bestaan. De Deense pionier Carl Andræ bedacht de enkelvoudige overdraagbare stem, dat in 1855 door zijn geboorteland Denemarken werd ingevoerd. Deze methode werd later algemeen gebruikt in steden in Noord-Amerika, Ierland en andere delen van de Engelstalige wereld. 